# Essex megye (Virginia)
Essex megye az Amerikai Egyesült Államokban, azon belül Virginia államban található. Megyeszékhelye és legnagyobb városa Tappahannock. Lakosainak száma 10 599 fő (2020. április 1.). Essex megye Westmoreland, Richmond, King George, Caroline, King and Queen és Middlesex megyékkel határos.

## Népesség
A megye népességének változása:
| Lakosok száma | 11 160 | 11 209 | 11 198 | 11 229 | 11 130 | 10 599 |
|               | 2010   | 2011   | 2012   | 2013   | 2015   | 2020   |